# Lignou
Ne doit pas être confondu avec Lignou, lieu-dit avec chapelle (Notre-Dame-de-Lignou) à Couterne
Lignou est une commune française, située dans le département de l'Orne en région Normandie, peuplée de 139 habitants.

## Géographie
| Pointel             | Pointel          | Saint-Hilaire-de-Briouze |
| Le Ménil-de-Briouze | Lignou           | Faverolles               |
| Le Ménil-de-Briouze | Lonlay-le-Tesson | Lonlay-le-Tesson         |

### Hydrographie
La commune est située dans le bassin Seine-Normandie. Elle est drainée par la Rouvre, le ruisseau d'Arthan, le cours d'eau 02 de sous-Rouvre, le fossé 01 de la Provosté, le fossé 01 de sous-Rouvre, le fossé 03 de la Provosté et divers autres petits cours d'eau,.
La Rouvre, d'une longueur de 46 km, prend sa source dans la commune de Beauvain et se jette  dans l'Orne à Mesnil-Villement, après avoir traversé 17 communes. Les caractéristiques hydrologiques de la Rouvre sont données par la station hydrologique située sur la commune de Sainte-Gauburge-Sainte-Colombe. Le débit moyen mensuel est de 0,805 m3/s. Le débit moyen journalier maximum est de 9,01 m3/s, atteint lors de la crue du 17 janvier 1999. Le débit instantané maximal est quant à lui de 9,48 m3/s, atteint le 16 janvier 1999.

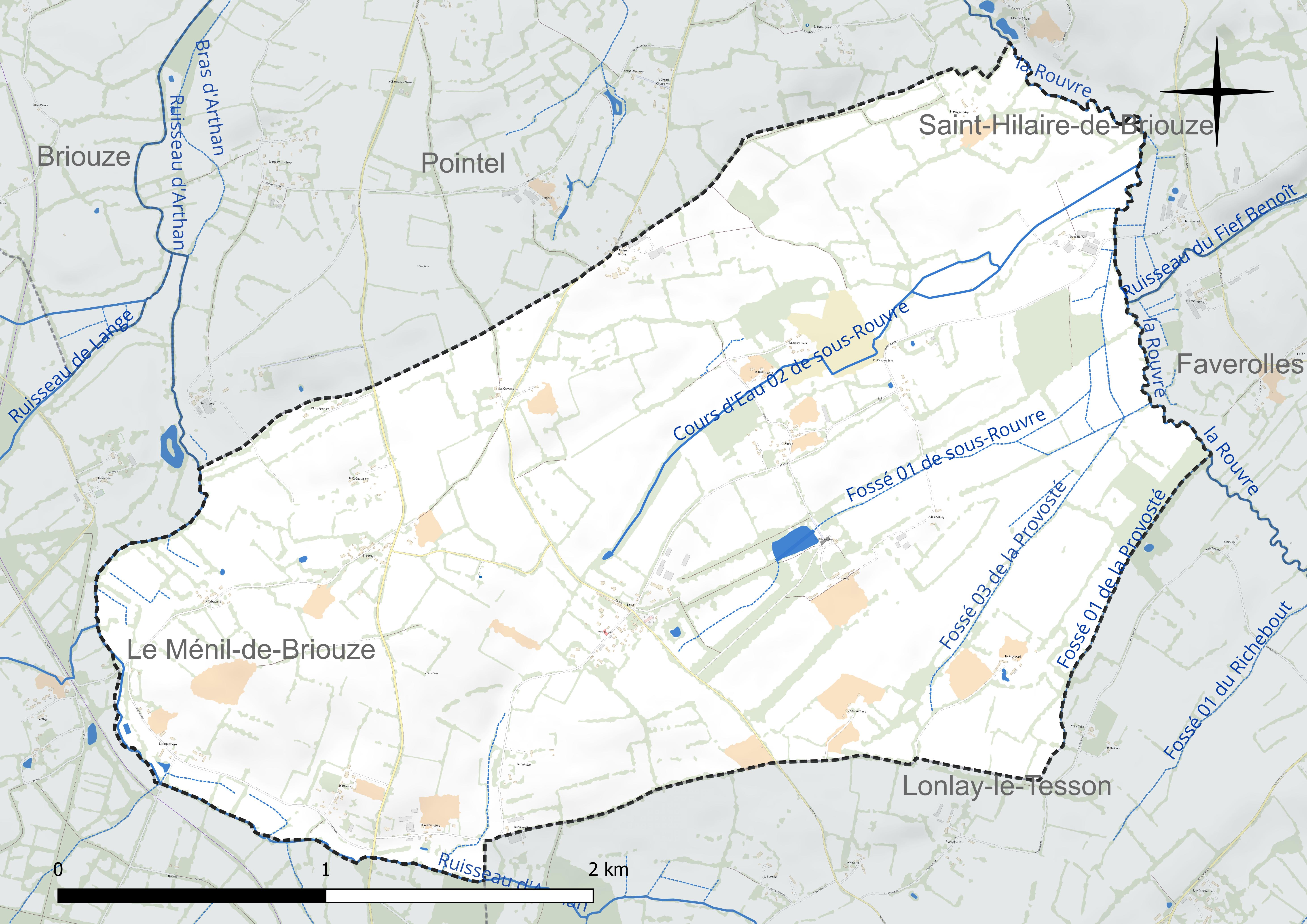
Réseau hydrographique de Lignou.

### Climat
Pour des articles plus généraux, voir Climat de la Normandie et Climat de l'Orne.
En 2010, le climat de la commune est de type climat océanique franc, selon une étude du CNRS s'appuyant sur une série de données couvrant la période 1971-2000. En 2020, Météo-France publie une typologie des climats de la France métropolitaine dans laquelle la commune est exposée à un climat océanique et est dans la région climatique Normandie (Cotentin, Orne), caractérisée par une pluviométrie relativement élevée (850 mm/a) et un été frais (15,5 °C) et venté. Parallèlement le GIEC normand, un groupe régional d’experts sur le climat, différencie quant à lui, dans une étude de 2020, trois grands types de climats pour la région Normandie, nuancés à une échelle plus fine par les facteurs géographiques locaux. La commune est, selon ce zonage, exposée à un « climat contrasté des collines », correspondant au Bocage normand, bien arrosé, voire très arrosé sur les reliefs les plus exposés au flux d’ouest, et frais en raison de l’altitude.
Pour la période 1971-2000, la température annuelle moyenne est de 10 °C, avec une amplitude thermique annuelle de 13,4 °C. Le cumul annuel moyen de précipitations est de 883 mm, avec 13,2 jours de précipitations en janvier et 7,9 jours en juillet. Pour la période 1991-2020, la température moyenne annuelle observée sur la station météorologique la plus proche, située sur la commune de Briouze à 4 km à vol d'oiseau, est de 10,9 °C et le cumul annuel moyen de précipitations est de 920,5 mm,. Pour l'avenir, les paramètres climatiques de la commune estimés pour 2050 selon différents scénarios d’émission de gaz à effet de serre sont consultables sur un site dédié publié par Météo-France en novembre 2022.

## Urbanisme

### Typologie
Au 1er janvier 2024, Lignou est catégorisée commune rurale à habitat très dispersé, selon la nouvelle grille communale de densité à sept niveaux définie par l'Insee en 2022.
Elle est située hors unité urbaine et hors attraction des villes,.

### Occupation des sols
L'occupation des sols de la commune, telle qu'elle ressort de la base de données européenne d’occupation biophysique des sols Corine Land Cover (CLC), est marquée par l'importance des territoires agricoles (100 % en 2018), une proportion identique à celle de 1990 (100 %). La répartition détaillée en 2018 est la suivante : 
prairies (61,8 %), terres arables (37,1 %), zones agricoles hétérogènes (1,1 %). L'évolution de l’occupation des sols de la commune et de ses infrastructures peut être observée sur les différentes représentations cartographiques du territoire : la carte de Cassini (XVIIIe siècle), la carte d'état-major (1820-1866) et les cartes ou photos aériennes de l'IGN pour la période actuelle (1950 à aujourd'hui).

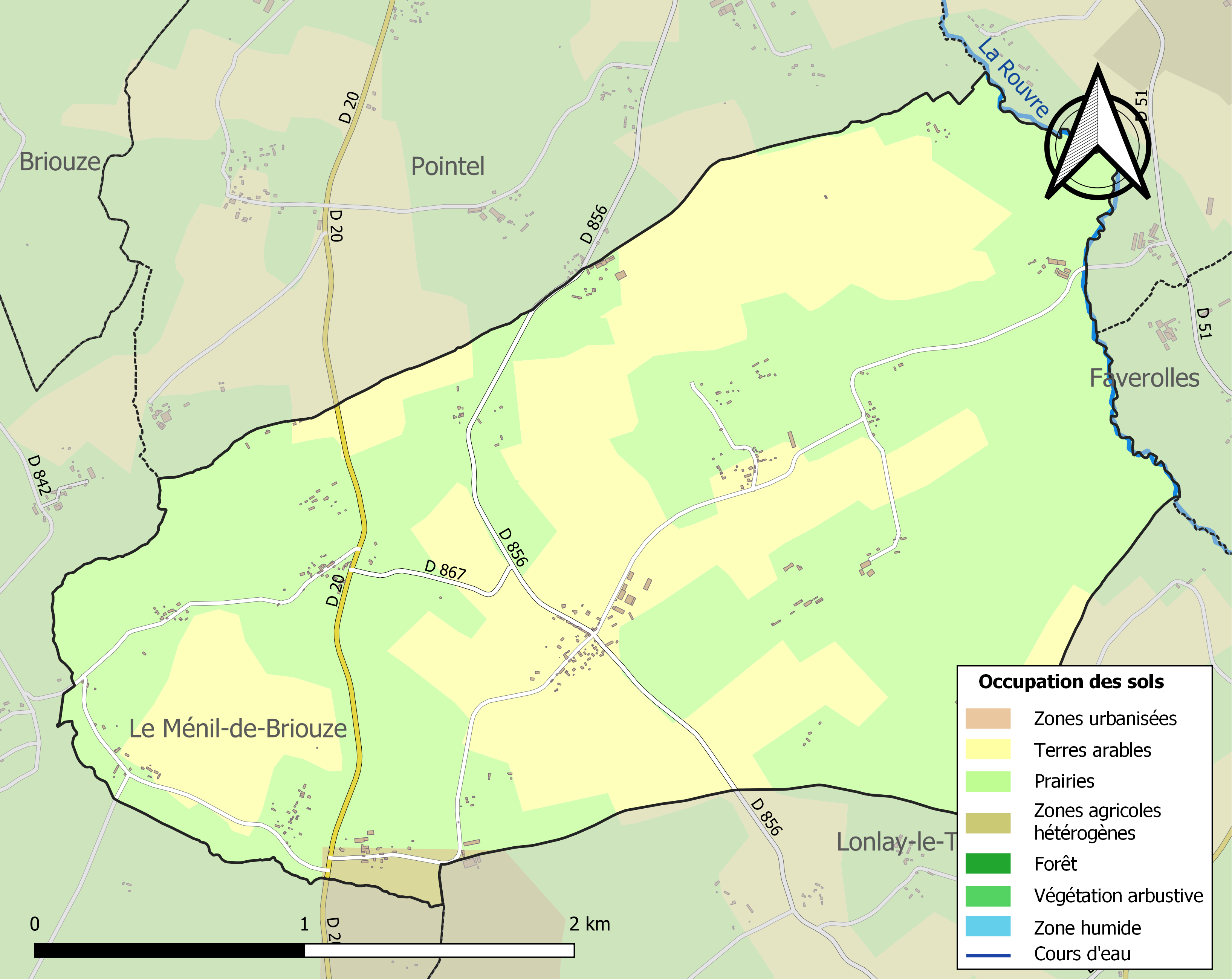
Carte des infrastructures et de l'occupation des sols de la commune en 2018 (CLC).

## Toponymie
Le nom de la localité est attesté sous la forme Ligno en 1161.
Peut-être de l'oïl lignœul, « ligne de faîte ». Lignou est sur une ligne de crête.
Le gentilé est Lignouséen.

## Politique et administration
| Période                                  | Période      | Identité                               | Étiquette    | Qualité                          |
| ---------------------------------------- | ------------ | -------------------------------------- | ------------ | -------------------------------- |
| Les données manquantes sont à compléter. |              |                                        |              |                                  |
| 1904                                     | 1928 (décès) | Comte Jules Marie Stephen de Vaucelles | Nationaliste | Propriétaire, conseiller général |
| Les données manquantes sont à compléter. |              |                                        |              |                                  |
| 1974                                     | mars 2008    | Raymond Peigney                        | SE           | Agriculteur                      |
| mars 2008                                | En cours     | Jean-Claude Bignon                     | SE           | Agriculteur retraité             |
| Les données manquantes sont à compléter. |              |                                        |              |                                  |

Le conseil municipal est composé de onze membres dont le maire et deux adjoints.

## Démographie
L'évolution du nombre d'habitants est connue à travers les recensements de la population effectués dans la commune depuis 1793. Pour les communes de moins de 10 000 habitants, une enquête de recensement portant sur toute la population est réalisée tous les cinq ans, les populations de référence des années intermédiaires étant quant à elles estimées par interpolation ou extrapolation. Pour la commune, le premier recensement exhaustif entrant dans le cadre du nouveau dispositif a été réalisé en 2007.
En 2022, la commune comptait 139 habitants, en évolution de −4,79 % par rapport à 2016 (Orne : −3,21 %, France hors Mayotte : +2,11 %).
Lignou a compté jusqu'à 590 habitants en 1846.
| 1793 | 1800 | 1806 | 1821 | 1836 | 1841 | 1846 | 1851 | 1856 |
| ---- | ---- | ---- | ---- | ---- | ---- | ---- | ---- | ---- |
| 464  | 320  | 551  | 562  | 564  | 549  | 590  | 545  | 487  |

| 1861 | 1866 | 1872 | 1876 | 1881 | 1886 | 1891 | 1896 | 1901 |
| ---- | ---- | ---- | ---- | ---- | ---- | ---- | ---- | ---- |
| 489  | 437  | 416  | 412  | 383  | 335  | 302  | 283  | 289  |

| 1906 | 1911 | 1921 | 1926 | 1931 | 1936 | 1946 | 1954 | 1962 |
| ---- | ---- | ---- | ---- | ---- | ---- | ---- | ---- | ---- |
| 303  | 286  | 260  | 263  | 240  | 262  | 228  | 235  | 231  |

| 1968 | 1975 | 1982 | 1990 | 1999 | 2006 | 2007 | 2012 | 2017 |
| ---- | ---- | ---- | ---- | ---- | ---- | ---- | ---- | ---- |
| 243  | 196  | 180  | 153  | 148  | 138  | 137  | 135  | 150  |

| 2022 | - | - | - | - | - | - | - | - |
| ---- | - | - | - | - | - | - | - | - |
| 139  | - | - | - | - | - | - | - | - |

## Lieux et monuments

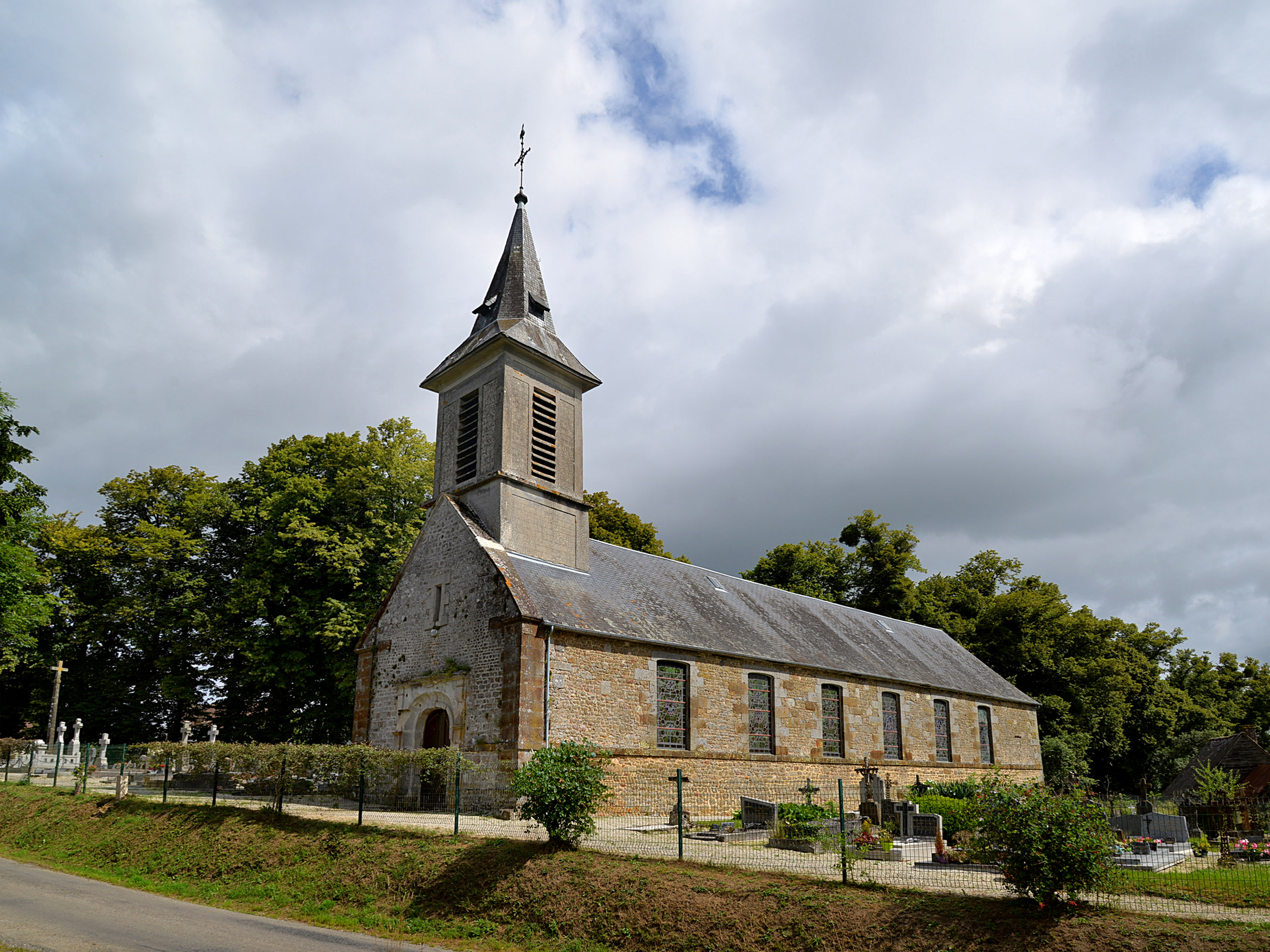
L’église Saint-Martin.

- Château de Lignou (XVIe siècle), classé aux Monuments historiques[33]. Parc du XVIIIe.
- Église Saint-Martin du XVIIIe.